# Tour de France 1926
20. Tour de France rozpoczął się 20 czerwca w Évian-les-Bains, a zakończył 18 lipca 1925 roku w Paryżu. Zwyciężył Belg Lucien Buysse.

## Etapy
| Etap | Data       | Trasa                          | Dystans | Zwycięzca               | Lider wyścigu          |
| ---- | ---------- | ------------------------------ | ------- | ----------------------- | ---------------------- |
| 1    | 20 czerwca | Évian-les-Bains – Miluza       | 373 km  | Jules Buysse            | Jules Buysse           |
| 2    | 22 czerwca | Miluza – Metz                  | 334 km  | Aimé Dossche            | Jules Buysse           |
| 3    | 24 czerwca | Metz – Dunkierka               | 433 km  | Gustaaf Van Slembrouck  | Gustaaf Van Slembrouck |
| 4    | 26 czerwca | Dunkierka – Hawr               | 361 km  | Félix Sellier           | Gustaaf Van Slembrouck |
| 5    | 28 czerwca | Hawr – Cherbourg               | 357 km  | Adelin Benoît           | Gustaaf Van Slembrouck |
| 6    | 30 czerwca | Cherbourg – Brest              | 405 km  | Joseph Van Dam          | Gustaaf Van Slembrouck |
| 7    | 2 lipca    | Brest – Les Sables-d’Olonne    | 412 km  | Nicolas Frantz          | Gustaaf Van Slembrouck |
| 8    | 3 lipca    | Les Sables-d’Olonne – Bordeaux | 285 km  | Joseph Van Dam          | Gustaaf Van Slembrouck |
| 9    | 4 lipca    | Bordeaux – Bajonna             | 189 km  | Nicolas Frantz          | Gustaaf Van Slembrouck |
| 10   | 6 lipca    | Bajonna – Luchon               | 326 km  | Lucien Buysse           | Lucien Buysse          |
| 11   | 8 lipca    | Luchon – Perpignan             | 323 km  | Lucien Buysse           | Lucien Buysse          |
| 12   | 10 lipca   | Perpignan – Tulon              | 427 km  | Nicolas Frantz          | Lucien Buysse          |
| 13   | 12 lipca   | Tulon – Nicea                  | 280 km  | Nicolas Frantz          | Lucien Buysse          |
| 14   | 14 lipca   | Nicea – Briançon               | 275 km  | Bartolomeo Aimo         | Lucien Buysse          |
| 15   | 16 lipca   | Briançon – Évian-les-Bains     | 303 km  | Joseph Van Dam          | Lucien Buysse          |
| 16   | 17 lipca   | Évian-les-Bains – Dijon        | 321 km  | Camille Van De Casteele | Lucien Buysse          |
| 17   | 18 lipca   | Dijon – Paryż                  | 341 km  | Aimé Dossche            | Lucien Buysse          |

## Klasyfikacja końcowa
| Lp  | Zawodnik           | Kraj       | Sponsor                  | Czas         |
| --- | ------------------ | ---------- | ------------------------ | ------------ |
| 1.  | Lucien Buysse      | Belgia     | Automoto–Hutchinson      | 238h 44' 25" |
| 2.  | Nicolas Frantz     | Luksemburg | Alcyon–Dunlop            | +1h 22' 25"  |
| 3.  | Bartolomeo Aimo    | Włochy     | Alcyon–Dunlop            | +1h 22' 51"  |
| 4.  | Théophile Beeckman | Belgia     | Armor–Dunlop             | +1h 43' 54"  |
| 5.  | Félix Sellier      | Belgia     | Alcyon–Dunlop            | +1h 49' 13"  |
| 6.  | Albert Dejonghe    | Belgia     | J.B. Louvet – Wolber     | +1h 56' 15"  |
| 7.  | Léon Parmentier    | Belgia     | Jean Louvet – Hutchinson | +2h 09' 20"  |
| 8.  | Georges Cuvelier   | Francja    | Meteore–Wolber           | +2h 28' 32"  |
| 9.  | Jules Buysse       | Belgia     | Automoto–Hutchinson      | +2h 37' 03"  |
| 10. | Marcel Bidot       | Francja    | Thomann–Dunlop           | +2h 53' 54"  |